# Hästtjärnen (Ore socken, Dalarna)
Hästtjärnen är en sjö i Rättviks kommun i Dalarna och ingår i Dalälvens huvudavrinningsområde.